# Беннетт, Чарльз (филолог)
Чарлз Эдвин Беннетт (англ. Charles Edwin Bennett; 6 апреля 1858, Провиденс — 2 мая 1921, Итака, штат Нью-Йорк) — американский филолог-классик, профессор латыни в Корнеллском университете.

## Биография
Окончил Брауновский университет (1878), также учился в Гарварде (1881—1882) и в Германии (1882—1884). Он преподавал в средних школах штатов Флорида (1878—1879), Нью-Йорк (1879—1881) и Небраска (1885—1889), затем стал профессором латыни в Висконсинском университете (1889), с 1891 года преподавал в Брауновском университете и наконец с 1892 года в Корнеллском университете.
Научные труды Беннета связаны преимущественно с латинским синтаксисом, особенно с сослагательным наклонением, и основаны на статистическом обследовании источников. Из его дидактических работ наиболее значительная «Латинская грамматика» (англ. Latin Grammar; 1895), выдержавшая ряд переизданий. Под редакцией Беннета вышли учебные издания отдельных сочинений Цицерона и Тацита, он перевёл на английский язык «Характеры» Теофраста.
В 1907 году занимал пост президент Американской филологической ассоциации.

## Публикации
- Foundations of Latin (1898)
- Latin Lessons (1901)
- Caesar’s Gallic War (1903)
- Cicero’s Selected Orations (1904)
- Preparatory Latin Writer (1905)
- Syntax of Early Latin, 2 vols. (1910)
- New Latin Composition, (1912)
- New Cicero (1922)